# Sân vận động Olympic (München)
Sân vận động Olympic (phát âm tiếng Đức: [ʔoˈlʏmpi̯aːˌʃtaːdi̯ɔn]) là một sân vận động nằm ở München, Đức. Nằm ở trung tâm của Công viên Olympic München ở phía bắc München, sân vận động được xây dựng làm địa điểm chính của Thế vận hội Mùa hè 1972.
Với sức chứa ban đầu là 80.000 người, sân vận động này đã tổ chức nhiều trận đấu bóng đá lớn bao gồm trận chung kết Giải vô địch bóng đá thế giới 1974 và trận chung kết Giải vô địch bóng đá châu Âu 1988. Sân cũng đã tổ chức các trận chung kết Cúp C1 châu Âu vào các năm 1979, 1993 và 1997. Hiện tại sức chứa của sân là 69.250 chỗ ngồi.
Trước khi Allianz Arena được xây dựng cho Giải vô địch bóng đá thế giới 2006, sân vận động là sân nhà của FC Bayern München và TSV 1860 München. Không giống như Sân vận động Olympic, sân vận động mới được xây dựng chỉ dành riêng cho bóng đá.

## Bóng đá

### Giải vô địch bóng đá thế giới 1974
Sân vận động là một trong những địa điểm tổ chức Giải vô địch bóng đá thế giới 1974.
Các trận đấu sau đây được diễn ra tại sân vận động trong World Cup 1974:
| Ngày                | Giờ (CEST) | Đội #1    | Kết quả | Đội #2  | Vòng          | Khán giả |
| ------------------- | ---------- | --------- | ------- | ------- | ------------- | -------- |
| 15 tháng 6 năm 1974 | 18.00      | Ý         | 3–1     | Haiti   | Bảng 4        | 51.100   |
| 19 tháng 6 năm 1974 | 19.30      | Haiti     | 0–7     | Ba Lan  | Bảng 4        | 23.400   |
| 23 tháng 6 năm 1974 | 16.00      | Argentina | 4–1     | Haiti   | Bảng 4        | 24.000   |
| 6 tháng 7 năm 1974  | 16.00      | Brasil    | 0–1     | Ba Lan  | Tranh hạng ba | 74.100   |
| 7 tháng 7 năm 1974  | 16.00      | Hà Lan    | 1–2     | Tây Đức | Chung kết     | 74.100   |

### Giải vô địch bóng đá châu Âu 1988
Sân vận động là một trong những địa điểm tổ chức Giải vô địch bóng đá châu Âu 1988.
Các trận đấu sau đây được diễn ra tại sân vận động trong Euro 1988:
| Ngày                | Giờ (CEST) | Đội #1  | Kết quả | Đội #2      | Vòng      | Khán giả |
| ------------------- | ---------- | ------- | ------- | ----------- | --------- | -------- |
| 17 tháng 6 năm 1988 | 20.15      | Tây Đức | 2–0     | Tây Ban Nha | Bảng A    | 72.308   |
| 25 tháng 6 năm 1988 | 15.30      | Liên Xô | 0–2     | Hà Lan      | Chung kết | 72.308   |

### Các trận đấu của đội tuyển bóng đá quốc gia Tây Đức và Đức được tổ chức tại sân vận động[3]
- 26 tháng 5 năm 1972 Tây Đức – Liên Xô 4–1 (Giao hữu, mở sân vận động)
- 9 tháng 5 năm 1973 Tây Đức – Nam Tư 0–1 (Giao hữu)
- 7 tháng 7 năm 1974 Tây Đức – Hà Lan 2–1 (Chung kết World Cup 1974)
- 22 tháng 5 năm 1976 Tây Đức – Tây Ban Nha 2–0 (Vòng loại Euro 1976)
- 22 tháng 2 năm 1978 Tây Đức – Anh 2–1 (Giao hữu)
- 2 tháng 4 năm 1980 Tây Đức – Áo 1–0 (Giao hữu)
- 22 tháng 9 năm 1982 Tây Đức – Bỉ 0–0 (Giao hữu)
- 17 tháng 11 năm 1985 Tây Đức – Tiệp Khắc 2–2 (Vòng loại World Cup 1986)
- 17 tháng 6 năm 1988 Tây Đức – Tây Ban Nha 2–0 (Trận đấu bảng Euro 1988)
- 19 tháng 10 năm 1988 Tây Đức – Hà Lan 0–0 (Vòng loại World Cup 1990)
- 26 tháng 3 năm 1996 Đức – Đan Mạch 2–0 (Giao hữu)
- 9 tháng 10 năm 1999 Đức – Thổ Nhĩ Kỳ 0–0 (vòng loại Euro 2000)
- 1 tháng 9 năm 2001 Đức – Anh 1–5 (vòng loại World Cup 2002)